# Peter Andreas Hansen
Peter Andreas Hansen [péter andréas hánsen], nemški astronom, * 8. december 1795, Tondern, (tedaj vojvodina Schleswig), danes Tønder, Danska, † 28. marec 1874, Gotha, Nemčija.

## Življenje in delo
Hansen je bil danskega porekla in sin zlatarja. V Flensburgu se je izučil za urarja in se od leta 1818 do 1820 izpopolnjeval v Berlinu in Tondernu. Od leta 1821 do 1825 je bil pomočnik Schumacherja na novoustanovljenem observatoriju v Altoni. Zatem je postal predstojnik observatorija v Seebergu pri Gothi. Leta 1829 so ga povabili, da bi zamenjal Friedricha von Struveja v Dorpatu, kakor tudi leta 1847, da bi zasedel Besslovo mesto v Königsbergu. Raziskoval je teorijo napak inštrumentov, največ pa gibanja nebesnih teles, še posebej njihove nepravilnosti.
Po 20. letih napornega dela je leta 1838 izdelal teorijo Luninega gibanja in jo izdal v delu Fundamenta nova investigationis, &c.. Njeni rezultati so se ujemali na 1" z natančnimi dolgoletnimi opazovanji Lune na Kraljevem observatoriju Greenwich.
Hansen je leta 1854 objavil svoje Sončeve tabele (Solar Tables), ki jih je izdelal s pomočjo Olufsna.
Za gibanje Lune je leta 1857 za britansko admiraliteto izdal znane Lunine tabele (Tables de la Lune, Tables of the Moon), ki so jih uporabljali še pol stoletja. Delaunay je leta 1860 in 1867 objavil teorijo o Luninem gibanju, izdelano po drugačni osnovi. Newcomb je pokazal, da se je njegova teorija odlično ujemala s Hansenovo teorijo. Hansen je našel  enačbo za redukcijo poldnevniških opazovanj Tobiasa Mayerja. Našel je postopek reflektiranih poldnevniških prehodov.
Določeval je Sončevo paralakso. Izhajal je iz Sončevih motenj v Luninem gibanju (paralaktična neenačba) in leta 1857 in 1863 dobil za Sončevo paralakso vrednost 8,92", ter od tu seveda vrednost astronomske enote 147,49 · 109 m. S tem je potrdil tedaj sprejeto preveliko Enckejevo vrednost iz leta 1825.
Dvakrat je obiskal Anglijo.

## Priznanja

### Nagrade
Leta 1830 je od berlinske Akademije prejel nagrado za svoje raziskave medsebojnih motenj Jupitra in Saturna.
Za svoje znanstvene dosežke je Hansen leta 1850 prejel Copleyjevo medaljo Kraljeve družbe iz Londona. Tega leta mu je pariška Akademija znanosti (Académie des sciences) podelila nagrado za razpravo o motnjah kometov.
Kraljeva astronomska družba (RAS) mu je dvakrat podelila Zlato medaljo, leta 1842 in 1860.

### Poimenovanja
Po njem se imenuje krater Hansen na Luni.